# Elaeocarpus bachmaensis
Elaeocarpus bachmaensis är en tvåhjärtbladig växtart som beskrevs av François Gagnepain. Elaeocarpus bachmaensis ingår i släktet Elaeocarpus och familjen Elaeocarpaceae. Inga underarter finns listade i Catalogue of Life.